# Переводы Библии
Перево́ды Би́блии — переводы текста книг Библии с языков, на которых они были первоначально написаны (Ветхий завет — древнееврейский с некоторыми частями на арамейском, Новый завет — греческий), на другие языки.
По состоянию на октябрь 2019 года Библия или её отдельные книги переведены и опубликованы на 3384 современных языках (в мире — примерно 7000 активно используемых языков), в том числе весь текст Библии — на 698 языках, Новый Завет — на 1548 языках, отдельные книги Библии или их части — на 1138 языках. Библия остаётся самой переводимой книгой за всю историю человечества, но по оценкам ещё не имеют доступа к полному тексту на родном языке примерно 1,5 млрд человек.
Тексты могут различаться из-за трудностей перевода (речь идёт как о языках оригинала (то есть древнееврейском, арамейском, древнегреческом), так и о языках, на которые было переведено Писание). Основная причина трудностей переводов — это особенности языков.

## История переводов Библии
В истории известны случаи, когда Католическая и Православная церкви препятствовали переводу Библии на другие языки, аргументируя это тем, что таким образом будут предотвращены её неправильное истолкование и ошибки. Так, в 1079 году папа римский Григорий VII отказал в переводе Библии, заявив:
Тем, кто часто над этим размышляет, ясно, что не без причины Всевышнему Богу угодно, чтобы Священное Писание было в некоторых местах тайной, потому что, если бы оно было понятно всем людям, возможно, его бы не ценили и не уважали; или его могли бы неправильно истолковать необразованные люди, и это привело бы к ошибке.
Под подобным предлогом в России в 1826 году по требованию высшего православного духовенства было запрещено РБО, которое занималось переводом Библии на русский язык, хотя уже был осуществлён перевод ряда библейских книг, прежде всего Нового Завета, на русский язык. Запрет на перевод сохранялся до 1858 года, и лишь в 1876 году полная русская Библия, выпущенная в Российской империи с благословения Святейшего синода, стала доступна читателю (Синодальный перевод).

### Древние переводы
Одним из древнейших переводов Ветхого Завета считается греческий (точнее, диалект древнегреческого — койне). Он был выполнен в III—I веках до н. э. в Александрии и известен под названием Септуагинта. Самый ранний из известных латинских переводов называется Vetus Latina (то есть «древняя латинская (Библия)»), или Itala («италийская (Библия)»). При переводе Ветхого Завета её создатели целиком основывались на Септуагинте. Древнейшие её рукописи датируются IV—V веками. В конце IV — начале V веков блаженный Иероним Стридонский сделал перевод Библии на латинский. Ветхий Завет Иероним переводил с древнееврейского языка, но с использованием древнегреческих текстов.
Также существовали древние переводы на семитские языки: таргумы (переводы на арамейский язык), Пешитта (перевод на сирийский). Очень рано были сделаны переводы Библии на готский (предположительно вторая половина IV века), армянский (432 год), грузинский (изначально переведён с армянского, позже скорректирован в соответствии с греческим текстом, V век), коптский (IV век) и эфиопский (IV—VI века) языки. Также в некоторых случаях арамейский и сирийский учитываются как «один язык» (речь о диалектах одного языка).
Таким образом, уже к 500 году н. э. были сделаны переводы Библии по крайней мере на девять различных языков.

#### Вульгата
Огромное значение для западного христианского мира имела Вульгата — латинский перевод Библии, осуществлённый в 390—405 годах блаженным Иеронимом Стридонским. Не случайно первой печатной книгой, выполненной в 1450 году изобретателем наборного книгопечатания Иоганном Гутенбергом, была именно латинская Библия.

#### Готская Библия
Готская Библия считается не только первым из переводов Библии на германские языки, но и первым литературным произведением на германском (а именно, готском) языке. Сохранились лишь фрагменты этого перевода.

#### Армянский перевод

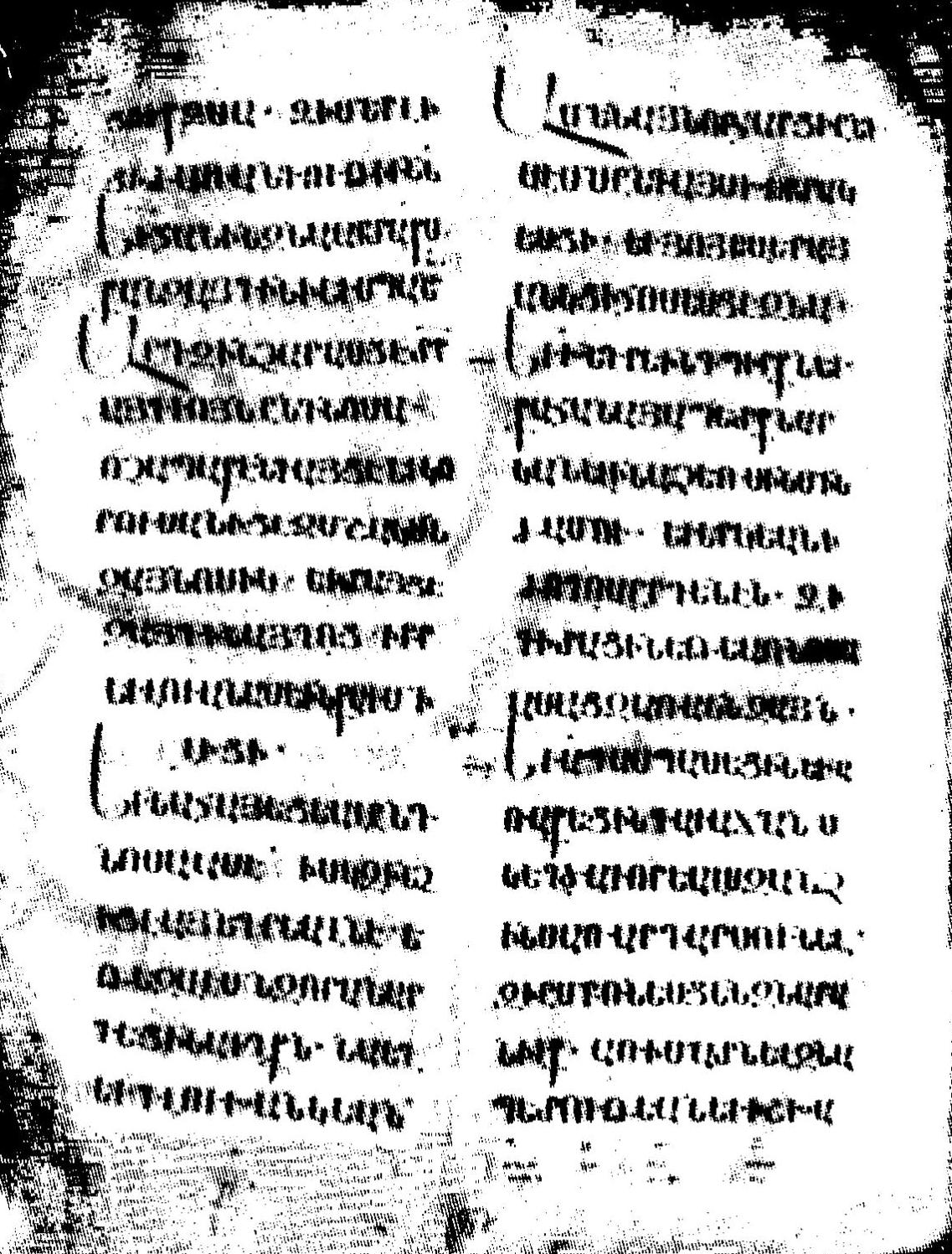
Евангелие Вехамор, датируется между VII и IX веками

После принятия христианства в качестве государственной религии в первые годы IV века в Армении развилась устная традиция перевода Библии. Через несколько лет после создания армянского алфавита (406 год) Библия впервые была переведена на армянский язык с сирийского Пешитты. Повторный перевод был сделан в последовавшие несколько лет после Эфесского собора (431 год). Переводчики Библии на армянский язык: Месроп Маштоц, Саак Партев, Езник Кохбаци, Корюн, Овсеп Пагнаци, Ован Екегецаци, Гевонд Вардапет. Язык армянской Библии — классический древнеармянский, поныне является официальным языком Армянской апостольской церкви. Армянское название Библии Աստուածաշունչ (Аstvacašunč), переводится как «Богодухновенное [Писание]».

### Германские переводы

#### Английский перевод
В 1380 году профессор Оксфорда Джон Уиклиф сделал первый перевод Вульгаты на английский язык (сохранился в рукописях). Один из последователей Уиклифа, чешский церковный деятель Ян Гус, активно проповедовал его идею о том, что люди должны сами читать Библию на понятном им языке. Это стало одной из причин почему в 1415 году на одном из соборов Католической церкви Гуса сожгли на костре, для растопки использовав перевод Библии Уиклифа. Перед смертью Ян Гус фактически предсказал с высокой точностью начало Реформации в Европе.
В англоязычных странах, прежде всего в Великобритании и США, переводы Библии сыграли важную роль в развитии различных христианских конфессий, особенно протестантских.
Существует более пятисот вариантов переводов на английский, в том числе:
- Перевод Нового завета (1525) и нескольких книг Ветхого завета Уильяма Тиндейла («Библия Тиндейла»), который он не успел завершить, так как был сожжён на костре в 1536 году.
- Женевская Библия (1560).
- Библия Дуэ-Реймс (en:Douay–Rheims Bible, 1582 — Новый Завет, 1609 — Ветхий Завет, полная пересмотренная версия в 1750) — перевод Вульгаты на английский.
- Библия короля Якова (King James Version, 1611).
- Американский стандартный перевод (en:American Standard Version, 1901).
- Библия на базовом английском (en:Bible In Basic English, 1941).
- Пересмотренный стандартный перевод (en:Revised Standard Version, 1952).
- Иерусалимская Библия (en:Jerusalem Bible, 1966).
- Новая английская Библия (en:New English Bible, 1961 — Новый Завет, 1970 — Ветхий Завет).
- en:Good News Bible (1966 — Новый Завет, 1976 — Ветхий Завет).
- Новая американская Библия (en:New American Bible, 1970).
- Новая американская стандартная Библия (en:New American Standard Bible, 1971).
- Библия на живом английском (1972).
- Новый международный перевод (en:New International Version, 1978).
- Новый перевод короля Якова (en:New King James Version, 1982).
- Священное Писание — Перевод нового мира (New World translation of the Holy Scriptures, 1983).
- Новая иерусалимская Библия (en:New Jerusalem Bible, 1985).
- Новый пересмотренный стандартный перевод (en:New Revised Standard Version, 1989).
- Международный стандартный перевод (en:International Standard Version, 2006).

#### На немецком
Мартин Лютер перевёл Новый завет в начале 1522 года всего за несколько месяцев, а над переводом Ветхого Завета работал с 1522 по 1532. Первый полный текст перевода Библии с апокрифами появился в Виттенберге в 1534. Библия Лютера неоднократно исправлялась автором перевода. Редакция, сделанная перед его смертью, стала окончательным вариантом.

### Славянские переводы

#### На старославянском и церковнославянском
В девятом столетии братьями святыми Кириллом и Мефодием Библия была переведена на старославянский язык (вариант старо-болгарского языка, на котором разговаривали в Солуни). В первом переводе на славянский язык, вероятно, использовалась азбука глаголица, позднее заменённая кириллицей. Списки с кирилло-мефодиевского перевода распространились среди восточных славян, что способствовало Крещению Руси. Этот перевод оказал значительное влияние на все последующие.
В XV веке архиепископ Новгородский Геннадий задался целью собрать книги Священного Писания в единую Библию на славянском языке. Он организовал поиск частей славянской Библии по монастырям и соборам. Часть книг найти не удалось, и их перевёл с латинской Вульгаты монах Вениамин. Экземпляр Геннадиевской Библии сохранился до наших дней. Язык этой Библии называют церковнославянским.
С появлением на Руси книгопечатания, книги Священного Писания стали печатать на церковнославянском языке. В 1564 году основатель типографского дела в России Иван Фёдоров издал книгу «Апостол», в которую вошли Деяния апостолов и их Послания. В 1581 году впервые была напечатана полная церковнославянская Библия, изданная князем Константином Острожским, получившая название Острожская Библия. В 1663 году в Москве впервые в России была издана Библия, называемая Первой Московской Библией (Острожская Библия печаталась на Украине).
По указу российской императрицы Елизаветы в 1751 году была издана церковно-славянская Библия, так называемая «Елизаветинская Библия» (работа над этим изданием была начата ещё в 1712 году по указу Петра I). Её текст был сверен с греческим переводом (Септуагинтой) и более старыми славянскими переводами. Елизаветинскую Библию до сих пор использует Русская православная церковь во время богослужений.

#### На польском
Древнейшим из известных переводов Ветхого завета на польский язык является так называемая «Библия королевы Софьи» (или «Шарошпатакская Библия»). Данный перевод был выполнен по инициативе четвёртой жены короля Польши Владислава II Ягайлы Софьи Гольшанской. Перевод был завершён в 1453—1455 годах, одним из переводчиков был капеллан королевы Андрей из Яшовиц. Перевод был сделан с более раннего чешского перевода Вульгаты. С 1708 года экземпляр этого издания Библии хранился в городе Шарошпатак в Венгрии. До Второй мировой войны этот литературный памятник состоял из 185 сохранившихся листов, содержавших Ветхий завет до книги Есфири. Во время войны Библия была уничтожена, сохранились лишь несколько листов.

#### На западнорусском

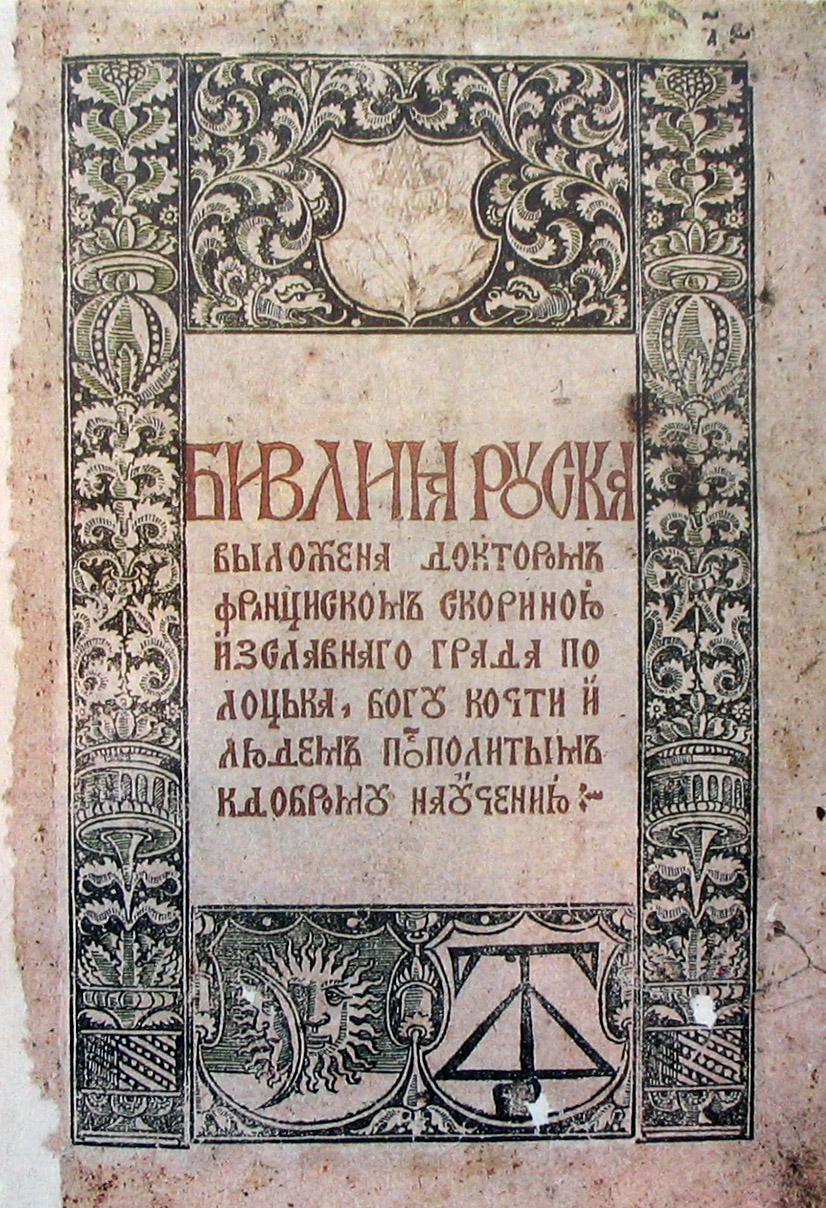
«Библия руска» Скорины

В первой половине XVI века уроженец Полоцка, доктор медицины Франциск Скорина перевёл все Писания Ветхого Завета на современный ему западнорусский письменный язык. Перевод, сделанный им с латинской Библии Иеронима, был напечатан в 1517—1525 годах в Праге и Вильне.
В 1556—1561 годах сыном протопопа Михаилом Василевичем и архимандритом Пречистенского монастыря Григорием создано Пересопницкое Евангелие. О самом тексте Евангелия в приписке к рукописи сказано, что оно «выложено изъ языка българского на мову рускую». «Болгарский» в ту эпоху — распространенное название церковнославянского, а «руской мовою» называется древний вариант украинского языка.

#### На русском

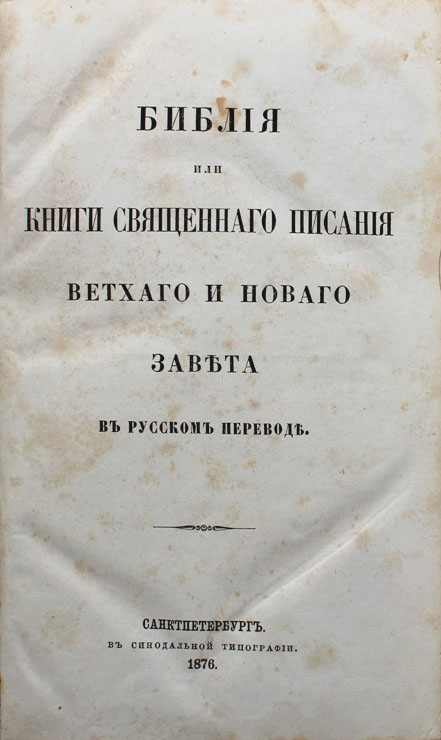

В 1813 году было основано Российское библейское общество, поставившее своей целью печатание и распространение книг Священного Писания среди народов Российской империи.
В 1815 году, после возвращения из-за границы, император Александр I повелел «доставить и россиянам способ читать Слово Божие на природном своём российском языке». Ответственность за издание книг Священного Писания на русском языке взяло на себя РБО, перевод был поручен членам Петербургской духовной академии. В 1818 году первое издание четырёх Евангелий параллельно на русском и церковнославянском языках вышло из печати, а в 1822 году впервые был полностью напечатан русский Новый Завет. Затем стали переводить и печатать книги Ветхого Завета. Одновременно делались переводы Священного Писания и на языки других народов Российской империи.
Некоторые представители высших церковных властей отрицательно относились к деятельности РБО. Они считали, что Библия должна находиться в руках духовенства и что не следует давать возможность народу читать и изучать её самостоятельно. В 1824 году митрополит Серафим просил царя запретить Библейское общество. В апреле 1826 года по указу императора Николая I деятельность общества была прекращена. Лишь в 1858 году император Александр II разрешил перевод и печатание Священного Писания на русском языке. Перевод должен был осуществляться под руководством Синода (высшего управления Православной церкви). В 1876 году впервые вышла из печати полная русская Библия (в это издание были включены и неканонические книги). Этот перевод получил название «Синодального», так как она была издана под руководством Синода.
«Новой обработкой» Синодального перевода был назван вышедший в Варшаве в 1939 году, накануне Второй мировой войны, перевод Бернарда Гёце, в котором были переведены на современный язык отдельные сохранённые в Синодальном переводе церковнославянские слова (подробнее…).
В 2001 году (Новый Завет) и 2007 году (полная Библия) организацией «Свидетели Иеговы» был издан «Священное Писание — Перевод нового мира», известный и на многих других языках.
1 июня 2011 года вышел созданный в России полный перевод Библии на русский язык — перевод «Российского Библейского Общества». Работа велась более 15-и лет.
В декабре 2014 года был опубликован «Восстановительный перевод Библии на русском языке», который представляет собой новый перевод текста Ветхого и Нового Заветов с языков оригинала.

### Переводы Библии на других языках

#### Европейские языки
В течение Средневековья Библия (целиком или отдельные её части) была переведена на большинство европейских языков.
В XIII веке учёные Парижского университета выполнили перевод Библии на французский язык.
В XV веке появился перевод Библии на итальянский язык (Никколо де Малерби), а в XVI веке — на испанский язык (Кассиодор де Рейн). В 1488 году была издана Пражская Библия на чешском языке (подробнее…). В 1541 году появился перевод Библии на шведский язык (Упсальская Библия). В 1561 году вышел в свет польский перевод. В 1590 году пастор Йонас Бреткунас перевел Библию на литовский язык, но этот перевод не был издан. В 1685 году немецкий лютеранский пастор Эрнст Глюк перевёл библию на латышский язык. К XVII веку относится перевод Библии на эстонский язык.

#### Восточные языки
В 1671 году в Риме был опубликован полный текст Библии на арабском языке.
Библия или её отдельные части были переведены в XIX веке, по существующим статистическим данным, на 451 язык, между ними полная Библия на бенгали (1809), китайский (1822), санскрит (1822), маньчжурский (1835), хинди (1835), амхарский (1840), урду (1843), яванский (1854), пушту (1895).
Перевод на чувашский язык был начат в XIX веке, а окончен в XXI веке.
Уже в XXI веке был сделан перевод Библии на татарский, узбекский, казахский, монгольский, тувинский и бурятский языки.

### Сноски
1. 1 2  Архивированная копия. Дата обращения: 26 мая 2020. Архивировано из оригинала 26 августа 2020 года.
2. ↑  Библия в настоящее время переведена на 2527 языков. Дата обращения: 17 января 2016. Архивировано 20 мая 2013 года.
3. ↑  The Lollard Bible and Other Medieval Biblical Versions, by Margaret Deanesly, 1920, p. 24. Перевод из книги: «Библия: слово Бога или человека?»
4. ↑  Bruce K. Waltke, James M. Houston, Erika Moore. The Psalms as Christian Worship: An Historical Commentary. — 2010. — P. 578. Дата обращения: 9 июня 2020. Архивировано 9 июня 2020 года.
5. 1 2  Д. Г. Добыкин. Лекции по введению в Священное Писание Ветхого Завета. — Санкт-Петербург.: Санкт-Петербургская Православная Духовная Академия, 2012. — C. 66
6. ↑  Robert W. Thomson. Rewriting Caucasian History. The Medieval Armenian Adaptation of the Georgian Chronicles. The Original Georgian Texts and the Armenian Adaptation. — Clarendon Press, 1996. — P. xxxvii. Архивировано 2 января 2018 года.
7. ↑  Алексеев А. А. и др. Библия. IV. Переводы // Православная энциклопедия. — М., 2002. — Т. V : Бессонов — Бонвеч. — С. 120—200. — 39 000 экз. — ISBN 5-89572-010-2.
8. 1 2  Д. Г. Добыкин. Лекции по введению в Священное Писание Ветхого Завета. — Санкт-Петербург.: Санкт-Петербургская православная духовная академия, 2012. — C. 70
9. ↑  Библия. Книги Священного Писания Ветхого и Нового Завета с параллельными местами и приложениями. В синодальном переводе
10. ↑  Андрей из Яшовиц // Энциклопедический словарь Брокгауза и Ефрона : в 86 т. (82 т. и 4 доп.). — СПб., 1890—1907.
11. ↑  Пересопницкое Евангелие: Книга, которая сама рассказывает свою историю. Монастыри и Храмы Киева. Архивировано 25 сентября 2020. Дата обращения: 12 декабря 2019.
12. ↑  Литовские переводы Библии. Дата обращения: 1 февраля 2022. Архивировано 1 февраля 2022 года.
13. ↑  Эсто́нские перево́ды Би́блии. Дата обращения: 1 февраля 2022. Архивировано 1 февраля 2022 года.
14. ↑  Борислав Арапович. ИЗ ИСТОРИИ БИБЛЕЙСКОГО ПЕРЕВОДА
15. ↑  Перевод Священного Писания на чувашский язык. Архивная копия от 19 февраля 2009 на Wayback Machine // Российское библейское общество
16. ↑  Библию впервые в истории перевели на татарский язык. Дата обращения: 1 февраля 2022. Архивировано 1 февраля 2022 года.
17. ↑  Перевод Библии на узбекский язык занял 25 лет. Дата обращения: 1 февраля 2022. Архивировано 1 февраля 2022 года.
18. ↑  Вышел в свет полный перевод Библии на тувинский язык. Дата обращения: 1 февраля 2022. Архивировано 1 февраля 2022 года.
19. ↑  Библию перевели на бурятский язык. Дата обращения: 1 февраля 2022. Архивировано 1 февраля 2022 года.